# Jang Gyu-ri
Pour les articles homonymes, voir Jang.
Jang Gyu-ri (hangeul: 장규리), née le 27 décembre 1997 à Seoul, est une actrice et chanteuse sud-coréenne.

## Biographie
Jang Gyu-ri est né à Séoul, en Corée du Sud. Elle a fréquenté l'institut des arts de Séoul, avec une spécialisation en théâtre.
Elle a terminé neuvième de l'émission de survie du girl group de Mnet Idol School, devenant membre de l'émission résultante groupe de filles Fromis 9. Jang a gagné plus de reconnaissance après avoir joué dans la série télévisée It's Okay to Not Be Okay en 2020,. Jang a quitté Fromis 9 et Pledis Entertainment après l'expiration de son contrat avec la société.